# Петър Япов
Петър Георгиев Япов е български писател, публицист и администратор.

## Биография
Роден е на 7 март 1927 година в Неврокоп, България. Негов баща е Георги Георгиев Япов, който на 12 юли 1919 година е един от шестимата учредители на неврокопската комунистическа организация. Дядото на Петър Япов по бащина линия е българският революционер Георги Япов от неврокопското село Лъки, който е четник при Атанас Тешовски и е убит в сражение с османски аскер в 1905 година. Майката на Петър Япов е Таша Коджабашева, бежанка от драмското село Долно Броди. Тя е сестра на Атанас Коджабашев, помощник-кмет в Неврокоп по времето на управлението на Стамболийски, убит в 1922 година от хора на ВМРО.
Петър Япов завършва с отличие Неврокопската смесена гимназия в 1946 година. По-късно следва в Юридическия факултет на Софийския университет със специалност „Право”, където завършва в 1951 година. В същия период от 1946 до 1951 година Япов работи като административен секретар на Владимир Поптомов, който по това време е министър на външните работи и подпредеседател на Министерски съвет. След това е секретар в кабинета на Райко Дамянов от 1953 до 1960 година, а от 1961 до 1968 година е секретар в кабинета на Митко Григоров, министър без портфейл в първото правителство на Тодор Живков. В периода 1969 – 1975 година Япов е секретар в кабинета на Станко Тодоров. В 1976 година става сътрудник на Людмила Живкова като заместник завеждащ управление „Културни връзки с чужбина”, на която длъжност остава до 1982 година. В периода 1983 – 1990 година Япов е сътрудник в авторския екип на Тодор Живков по време на подготовката и издването на библиографията му в 39 тома, съдържаща публицистика, документалистика, политология, социология, доклади и речи.

## Творчество
От 1971 до 1977 година Япов прави задълбочени проучвания и изследва архивни документи в османските архиви, свързвани с България и Балканите в библиотечен отдел „Помак – тюрклери”, със съдействието на екип от експерти, осигурен от Алаедин Кадир Хамид. Петър Япов пише редица документални романи, сред които:
- „Гоце Делчев“, документален роман за революционера Гоце Делчев (1965, „Български писател“);
- „Децата на Хемус“ (1971, „Държавно военно издателство“);
- „Шепа българска кръв“ (1971, „Народна просвета“).

Пише цикъл от изследвания за полицая Никола Гешев и неговото време. Цикълът съдържа книгите „Никола Гешев, който не беше само полицай“, „И 50 години аз ще управлявам България“ (2002, издателство „Изток-запад“) и „Трайчо Костов и Никола Гешев: Съдебните процеси през 1942 и 1949 г.“ (2003, издателство „Изток-запад“).
Като официален биограф на митрополит Андрей Велички Япов използва архивите на духовника в изследванията си, дали основа на книгите му „Марсилският атентат“ и „Никола Гешев, който не беше само полицай“. Според някои критици обаче литературната му намеса в известна степен е за сметка на автентичността. Георги Каприев, философ, пише във вестник „Култура“ за творчеството на Япов:
| „ | Главните роли тук се падат на фигури като Никола Гешев, Иван Михайлов, Георги Губиделников, Димитър и Атанас Бурови, Станислав Балан и т.н., които сравнително рядко и странично навестяват страниците на учебниците по история. Поглеждането от тяхна гледна точка е в състояние да пренареди не една или две вериги на историческата логика. Във всеки случай, ако бях професионален историк, бих се зачел внимателно и непременно бих проверил разказваното през други свидетелства. Казвам така, защото повечето от историите в тези книги звучат невероятно, даже зашеметяващо. Това, от една страна. От друга страна обаче, Петър Япов не дава достатъчно информация за своите източници и на това отгоре се опитва да „писателства“ на не едно и две места. „Литературната“ му намеса съвършено основателно поставя под въпрос автентичността или във всеки случай пълната достоверност на информацията. Бих посъветвал и него, и издателите да се концентрират повече върху публикуването на документите, съхранени в този архив, коментарът към които да върви отделно от тях. В общество, пренаситено от „скандали“, „разкрития“ и „сензации“, постоянно оказващи се „партенки“, много трудно се предизвиква трайно доверие към новопоявяващи се информации, особено когато са в калибъра, поднасян от Петър Япов. Едва след култивирането на такова доверие, което се постига с валидни доказателства, може да се свърши работа и на историческата наука. При което бих подчертал последната дума. | “ |

## Родословие
|  |  |  |  |  |  |  |  |  |  |  |  |  |  |  |  |                                 |                                 |                                 |                                 | Япата                           |                                 |  |  |                     |                     |                     |                     |                     |                     |  |  |  |  |  |  |  |  |  |  |
|  |  |  |  |  |  |  |  |  |  |  |  |  |  |  |  |                                 |                                 |                                 |                                 |                                 |                                 |  |  |                     |                     |                     |                     |                     |                     |  |  |  |  |  |  |  |  |  |  |
|  |  |  |  |  |  |  |  |  |  |  |  |  |  |  |  |                                 |                                 |                                 |                                 | Вангел Япов (? – 1891)          |                                 |  |  |                     |                     |                     |                     |                     |                     |  |  |  |  |  |  |  |  |  |  |
|  |  |  |  |  |  |  |  |  |  |  |  |  |  |  |  |                                 |                                 |                                 |                                 |                                 |                                 |  |  |                     |                     |                     |                     |                     |                     |  |  |  |  |  |  |  |  |  |  |
|  |  |  |  |  |  |  |  |  |  |  |  |  |  |  |  |                                 |                                 |                                 |                                 |                                 |                                 |  |  |                     |                     |                     |                     |                     |                     |  |  |  |  |  |  |  |  |  |  |
|  |  |  |  |  |  |  |  |  |  |  |  |  |  |  |  | Георги Япов (около 1860 – 1905) | Георги Япов (около 1860 – 1905) | Георги Япов (около 1860 – 1905) | Георги Япов (около 1860 – 1905) | Георги Япов (около 1860 – 1905) | Георги Япов (около 1860 – 1905) |  |  | Костадин Япов       | Костадин Япов       | Костадин Япов       | Костадин Япов       | Костадин Япов       | Костадин Япов       |  |  |  |  |  |  |  |  |  |  |
|  |  |  |  |  |  |  |  |  |  |  |  |  |  |  |  | Георги Япов (около 1860 – 1905) | Георги Япов (около 1860 – 1905) | Георги Япов (около 1860 – 1905) | Георги Япов (около 1860 – 1905) | Георги Япов (около 1860 – 1905) | Георги Япов (около 1860 – 1905) |  |  | Костадин Япов       | Костадин Япов       | Костадин Япов       | Костадин Япов       | Костадин Япов       | Костадин Япов       |  |  |  |  |  |  |  |  |  |  |
|  |  |  |  |  |  |  |  |  |  |  |  |  |  |  |  | Георги Япов                     | Георги Япов                     | Георги Япов                     | Георги Япов                     | Георги Япов                     | Георги Япов                     |  |  | Ташка Коджабашлиева | Ташка Коджабашлиева | Ташка Коджабашлиева | Ташка Коджабашлиева | Ташка Коджабашлиева | Ташка Коджабашлиева |  |  |  |  |  |  |  |  |  |  |
|  |  |  |  |  |  |  |  |  |  |  |  |  |  |  |  | Георги Япов                     | Георги Япов                     | Георги Япов                     | Георги Япов                     | Георги Япов                     | Георги Япов                     |  |  | Ташка Коджабашлиева | Ташка Коджабашлиева | Ташка Коджабашлиева | Ташка Коджабашлиева | Ташка Коджабашлиева | Ташка Коджабашлиева |  |  |  |  |  |  |  |  |  |  |
|  |  |  |  |  |  |  |  |  |  |  |  |  |  |  |  |                                 |                                 |                                 |                                 |                                 |                                 |  |  |                     |                     |                     |                     |                     |                     |  |  |  |  |  |  |  |  |  |  |
|  |  |  |  |  |  |  |  |  |  |  |  |  |  |  |  |                                 |                                 |                                 |                                 | Петър Япов (р. 1927)            |                                 |  |  |                     |                     |                     |                     |                     |                     |  |  |  |  |  |  |  |  |  |  |